# Sergio Samitier
Sergio Samitier Samitier (Barbastro, Huesca, Aragón, 31 de agosto de 1995) es un ciclista español que compite con el equipo Cofidis.

## Trayectoria
Destacó como amateur ganando la Copa de España de Ciclismo sub-23 en 2017, la Vuelta al Bidasoa, incluyendo una etapa, una etapa de la Vuelta a Navarra de 2016, la Subida a Gorla y el Trofeo Eusebio Vélez ese mismo año. Debutó como profesional con el equipo Euskadi Basque Country-Murias en 2018.

## Palmarés
- Todavía no ha conseguido ninguna victoria como profesional.

## Resultados en Grandes Vueltas
| Carrera | Carrera         | 2018 | 2019  | 2020 | 2021 | 2022 | 2023 | 2024 | 2025 |
| ------- | --------------- | ---- | ----- | ---- | ---- | ---- | ---- | ---- | ---- |
|         | Giro de Italia  | —    | —     | 13.º | —    | Ab.  | —    | —    | 52.º |
|         | Tour de Francia | —    | —     | —    | —    | —    | —    | —    | —    |
|         | Vuelta a España | —    | 112.º | —    | —    | —    | —    | —    | —    |

—: no participa

Ab.: abandono

## Equipos
- Euskadi Basque Country-Murias (2018-2019)
- Movistar Team[6] (2020-2024)
- Cofidis (2025-)